# San Roque de Riomiera
San Roque de Riomiera – gmina w Hiszpanii, w prowincji Kantabria, w Kantabrii, o powierzchni 35,7 km². W 2023 roku gmina liczyła 351 mieszkańców.